# Leptobatopsis melanomera
Leptobatopsis melanomera là một loài tò vò trong họ Ichneumonidae.